# Microdymasius lundbergi
Microdymasius lundbergi là một loài bọ cánh cứng trong họ Cerambycidae.